# Clavell de paper
El  clavell de paper, rosa mística o zínnia (Zinnia elegans) és una espècie de plantes anuals de la família de les asteràcies (Asteraceae).
Addicionalment pot rebre els noms de clavell de moro, clavellina de paper, clavells de paper i targetes.
És originària del Mèxic on creix a l'estat salvatge al nord i al centre del país.
És àmpliament culta a la resta del món. Hi ha diversos cultivars que els colors i la forma de la inflorescència varien molt.
Espontània a les Amèriques, comprèn una vintena d'espècies anuals, perennes o sota-arbustos i de nombroses híbrides han estat creats des de 1860 i les primeres flors dobles van ser obtingudes per un francès.
És, per consegüent, una espècie utilitzada com a planta ornamental.

## Descripció
Planta anual erigida alta de 30 a 70 , florint de juliol a octubre, flors de color blanc crema, rosa, roig, violeta, groc o taronja.
A l'aixella de les fulles, es formen tiges florals a flors nectaríferes simples o dobles qui atreuen les papallones. Les fulles són caduques, sèssils, oposades, velloses i rugoses en tiges trencadisses i excaves.

## Cultiu
Multiplicació per sembrat al començament de la primavera (març-abril), sota xassís o en plaça de maig a juny.
A la primavera, repicar en plaça espaiant tots els 20 .
Plantes que creixen en terres ordinàries, fèrtils o rics, fresques, ben drenades, àcides o neutres o alcalines.
Fàcils de cultivar, cal suprimir regularment les flors marcides. Tendeixen a descolorir-se envellint.
S'ha d'evitar de mullar el fullatge perquè és subjecte a l'oïdi, al mildiu, a la verticil·losi i als fongs del gènere Alternaria.
Poden patir atacs de pugons i d'àcars. Cal protegir els planters dels llimacs.

## Sinònims
- Zinnia elegans Jacq.
- Crassina elegans (Jacq.) Kuntze

## Galeria

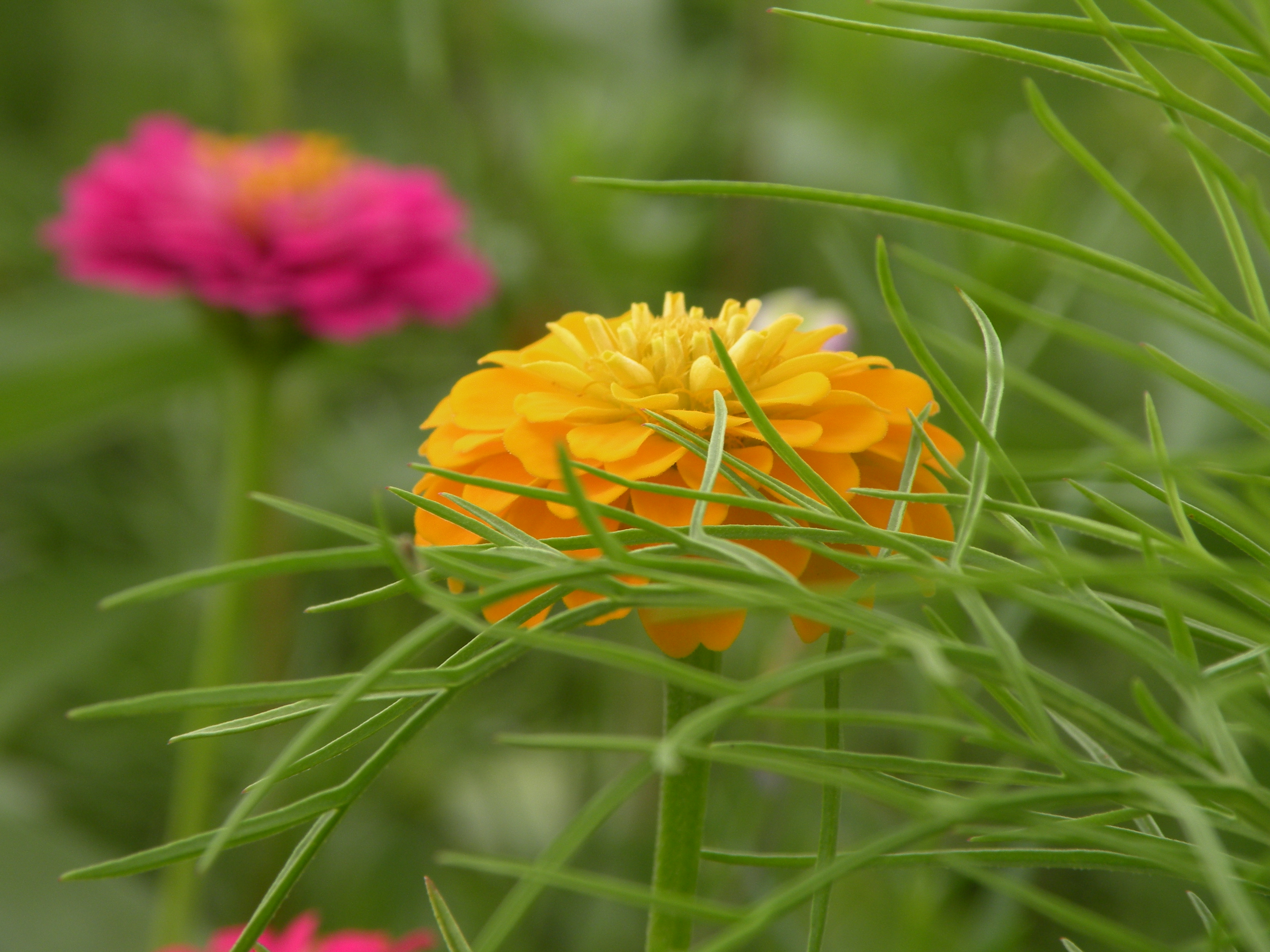
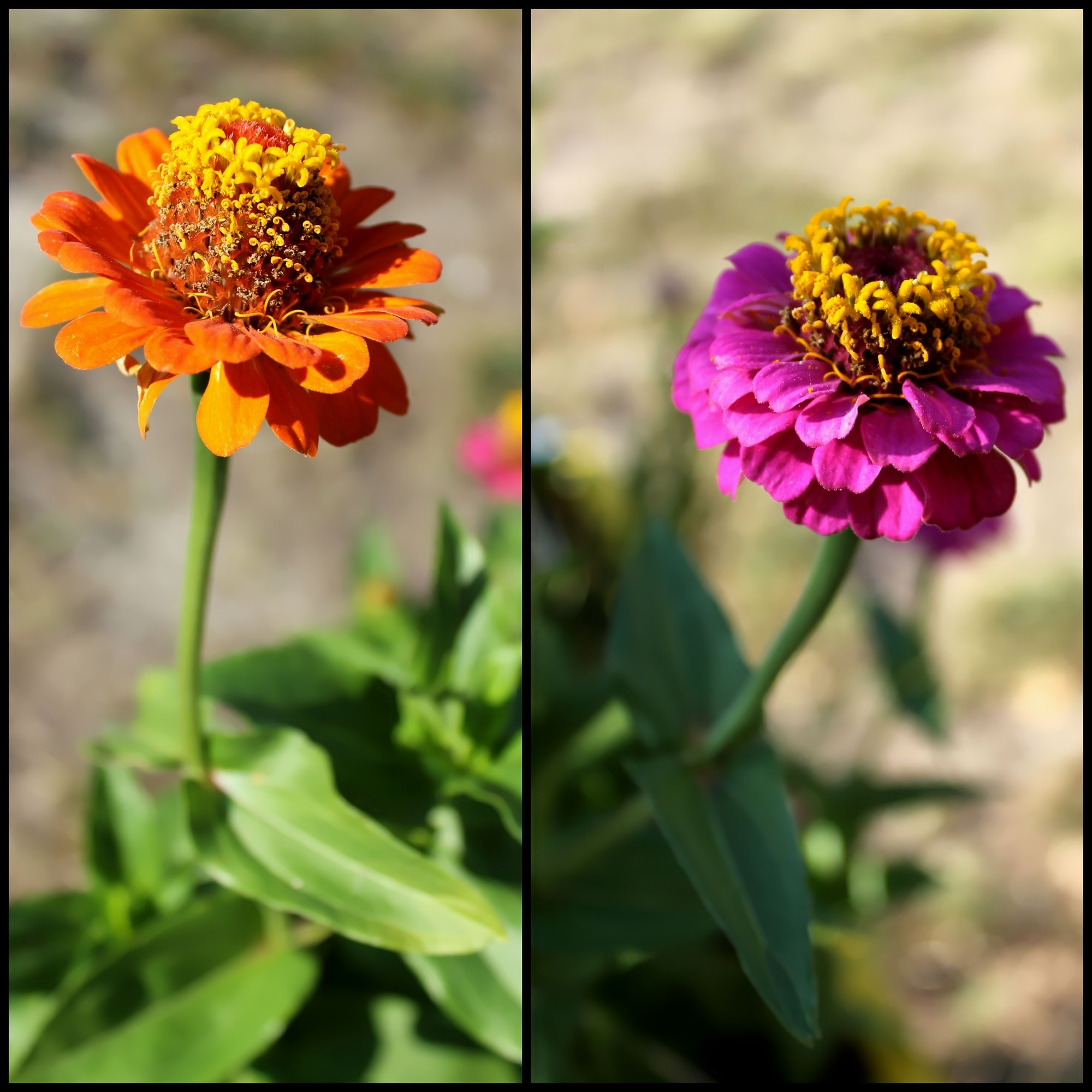
Inflorescència
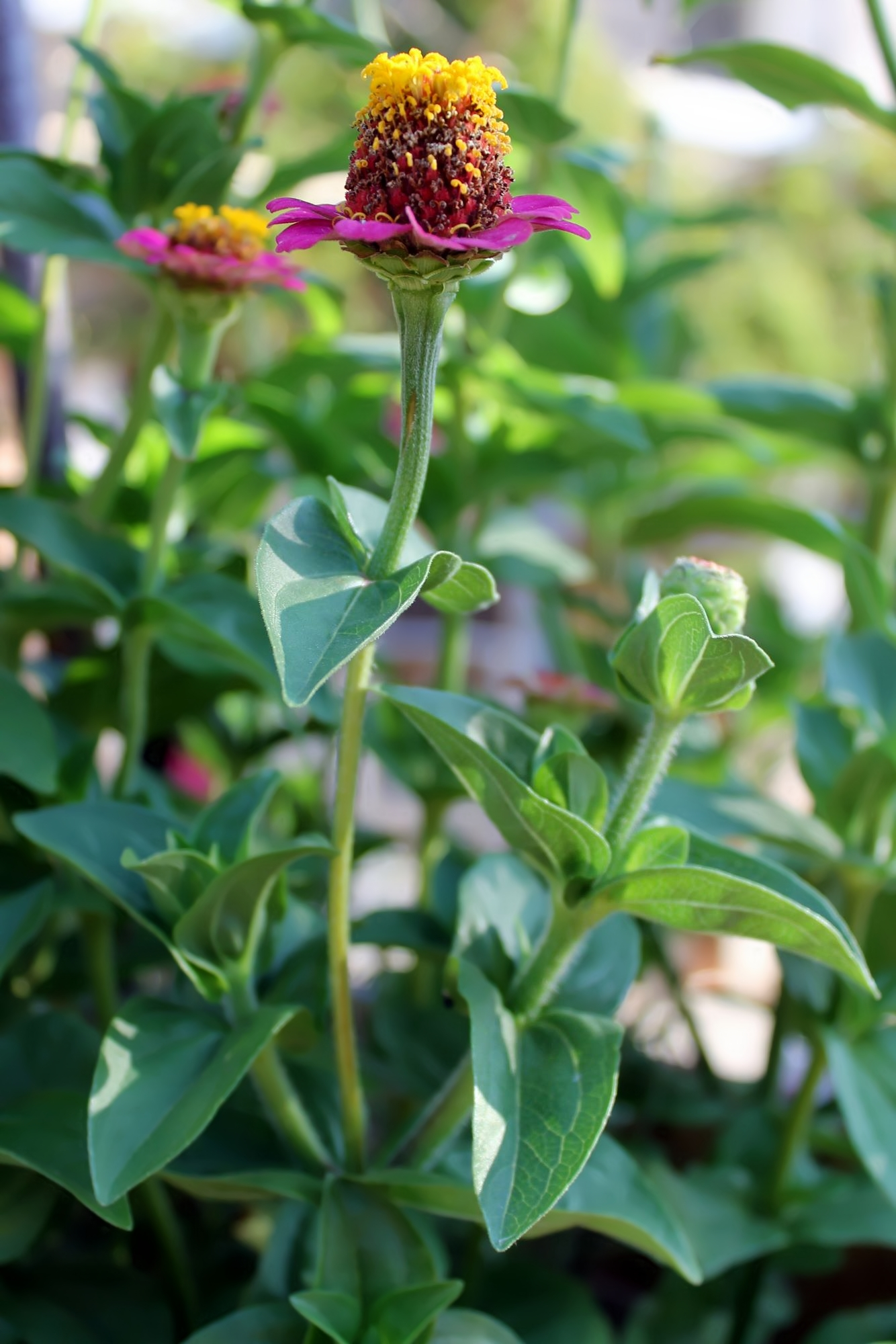
Tija i fulles
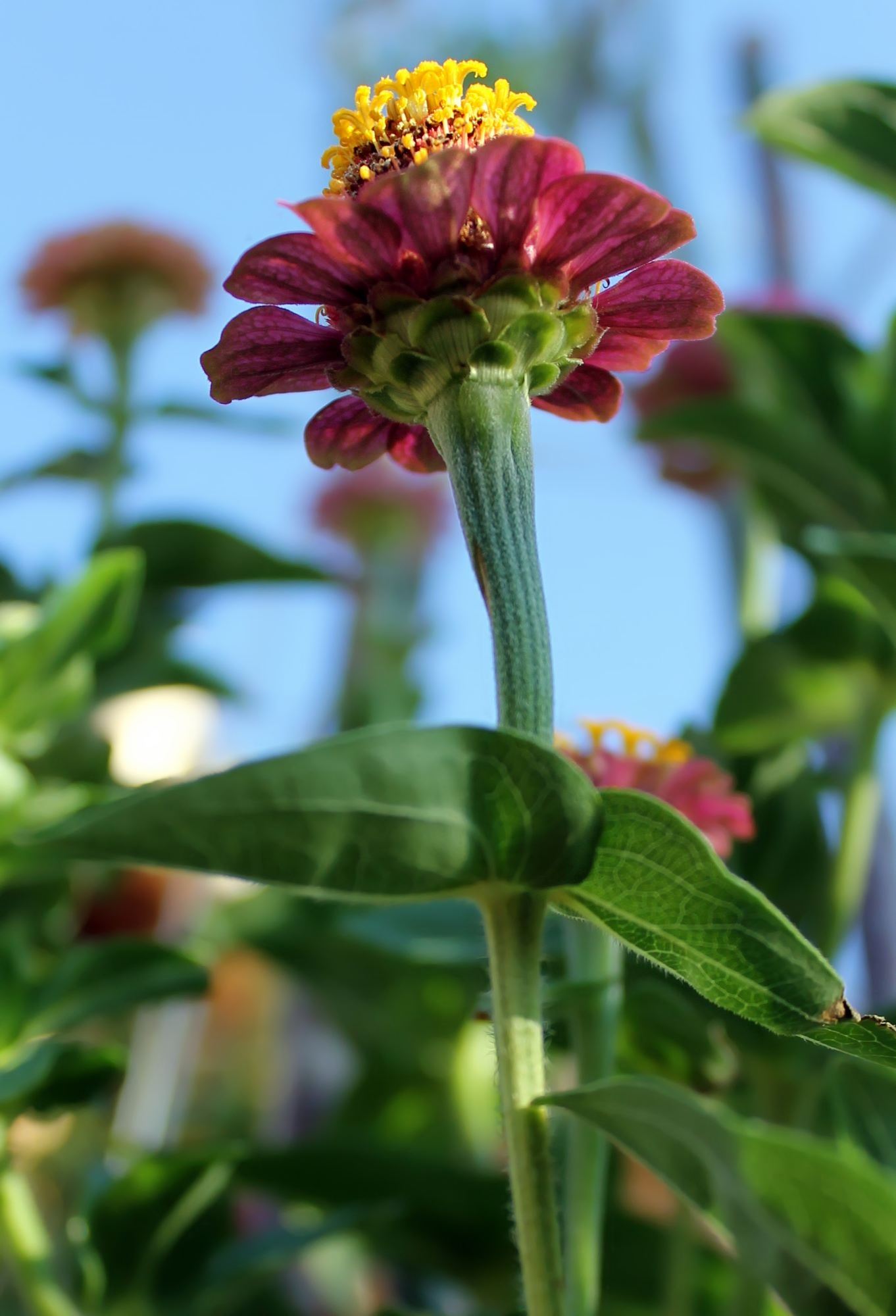
Bràctees verdes sota la inflorèscencia
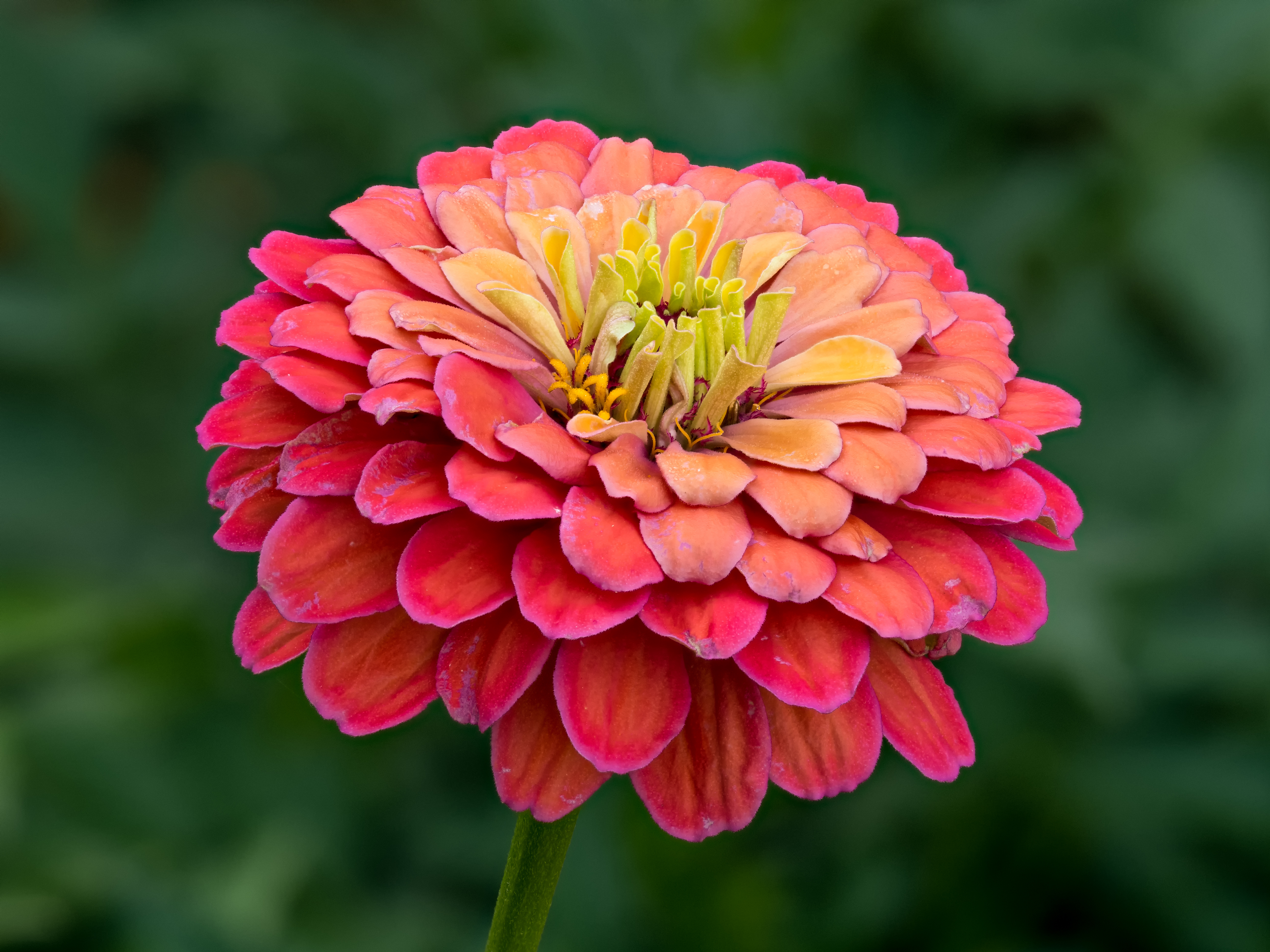
Flor.